# Zadobrova
Zadobrova este o localitate din comuna Celje, Slovenia, cu o populație de 848 de locuitori.